# Batalhão de São Patrício

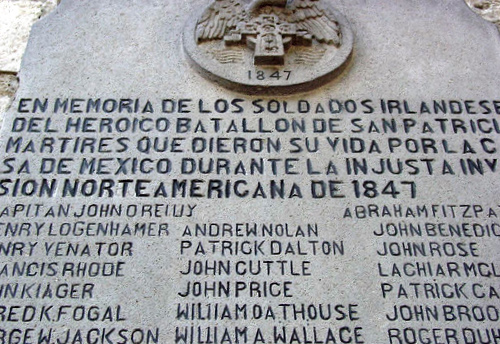
Placa comemorativa em memória do Batalhão de São Patrício

O Batalhão de São Patrício (em castelhano:  Batallón de San Patricio) foi um grupo militar cuja composição variou de 175 a várias de centenas de imigrantes e expatriados europeus que tomaram parte do lado do México na Guerra México-Estados Unidos que ocorreu entre 1846-1848. A maioria dos soldados do Batalhão eram desertores ou expulsos do Exército dos Estados Unidos. A etnia predominante dos homens era irlandesa e alemã, mas havia também canadenses, ingleses, franceses, italianos, polacos, escoceses, espanhois, suiços e nativos mexicanos, a maioria de religião católica. Havia também escravos fugitivos dos estados do sul dos Estados Unidos. O governo mexicano oferecera vários incentivos aos estrangeiros que aceitassem entrarem para o exército do país: garantia de cidadania, soldos maiores que os dos estadunidenses e grandes lotes de terras. Apenas alguns poucos membros do Batalhão de São Patrício eram, de fato, cidadão dos Estados Unidos.
As deserções para o Batalhão ocorreram principalmente nas seguintes unidades do exército estadunidense: Primeiro, Segundo, Terceiro e Quartos da Artilharia, Segundo Regimento da Cavalaria (Dragões), Segundo ao Oitavo Regimentos da Infantaria.
O Batalhão serviu como unidade de artilharia durante a maior parte da guerra. Mesmo após ter sido formalizado como infantaria, permaneceram usando peças de artilharia no conflito. O nome de São Patrício deve-se ao fato desse santo ser reverenciado como patrono da Irlanda.

## Perspectiva histórica
Para os estadunidenses, os membros do São Patricio foram traidores. Para os mexicanos, são heróis que ajudaram os companheiros católicos mexicanos.
A maioria dos homens era de imigrantes recém-chegados aos portos do nordeste dos Estados Unidos, parte fugidos da "Diáspora Irlandesa" e da "
Fome das Batatas na Irlanda" além de sofrerem com a extrema pobreza do país natal. Outros, não aceitavam a dominação britânica da Irlanda. O Exército dos Estados Unidos oferecia alistamento a muitos, imediatamente após a chegada. Outros eram convencidos a se alistarem enquanto a caminho do sul do país a mando do general Zachary Taylor, com promessas de salários e concessões de terras após a guerra.
Numerosas teorias foram propostas para explicarem os motivos das deserções, incluindo alienação cultural, maus-tratos aos imigrantes infligidos pelos nativos e oficiais, que não os liberavam para as missas dominicais ou a prática livre da religião, as promessas de altos soldos e cessão de terras (320 km²) oferecidas pelo México, e o mau comportamento das tropas após as vitórias nas batalhas. Para oriundos de países assolados pela fome, as ofertas econômicas eram bastante atraentes.
Alguns historiadores acreditam que a principal motivação era a religião predominante mexicana (católica) e a simpatia pela causa, havendo semelhanças entre as situações do México e da Irlanda. No México também não havia escravidão, ao contrário dos estados do Sul dos Estados Unidos. A hipótese da religião é baseada nas provas do número de soldados católicos do Batalhão, das cartas de Jon Riley e dos relatórios de campo dos oficiais.  Outra hipótese sugeria que os membros do Batalhão de São Patricio estavam descontentes com o tratamento recebido do Exército dos Estados Unidos.
O escritor mexicano José Raúl Conseco notou que muito dos soldados irlandeses viviam no nordeste do Texas, e foram forçados a se mudarem para o sul, dentro da região conflituosa. Pouco antes da guerra eles ajudaram o ataque do general Taylor ao forte e arsenal de Santa Isabel, agora a cidade de Port Isabel (Texas).
Os expatriados irlandeses tinham uma longa tradição de serviços militares prestados nos países católicos, como na Espanha onde ficaram conhecidos no episódio do Voo dos Gansos Selvagens no século XVII. Muitos soldados irlandeses lutaram nas Guerras de Independência da América do Sul.[c]

## Bandeira
Há discordâncias sobre o desenho da bandeira do Batalhão de São Patrício. Nenhum exemplar conhecido teria chegado aos dias atuais. Uma única bandeira conhecida teria advindo da Guerra mas posteriormente foi perdida ou roubada de uma capela em West Point.
Jon Riley, que deixara anotações sobre o Batalhão, escreveu sobre a bandeira em uma carta:
| “ | "Em toda a minha carta, esqueci de contar da bandeira sob a qual nós lutamos tão bravamente. Tem aquele glorioso emblema dos direitos nativos, que deve ter pairado sobre nossos compatriotas muitos anos atrás, a figura de São Patrício, a Harpa de Erin, o trevo num campo verde." | ” |
|   | — Jon Riley. |   |

Um possível desenho da Bandeira do Batalhão de São Patrício. O lema em gaulês significa: "Irlanda para sempre"

 De acordo com um jornalista estadunidense que cobriu a guerra contra o México:
| “ | A bandeira é de seda de cor verde, cum uma harpa em um dos lados, o emblema de armas mexicano, com um pergaminho no qual está escrito Libertad por la Republica Mexicana ["Liberdade para a República do México"]. Sob a harpa está o lema Erin go Bragh!. No outro lado está uma pintura... feita para representar São Patrício, na mão esquerda com uma chave e na direita um cajado em cima de uma serpente. Abaixo da pintura está escrito São Patrício. | ” |
|   | — George Kendall, . |   |

Duas outras testemunhas oculares da bandeira, ambas soldados estadunidenses. O primeiro assim a descreveu:
| “ | "...uma bonita bandeira de seda verde que ondulava sobre suas cabeças; brilhava com uma cruz de prata e uma harpa dourada, bordada pelas mãos das freiras do convento de San Luis Potosí." | ” |
|   | — Samuel E. Chamberlain, My Confession, . |   |

Na segunda anotação:
| “ | "Entre os poderosos combatentes nós passamos por O'Reilly e sua companhia de desertores com a sagrada bandeira de São Patrício." | ” |
|   | — Fragmento de um cavalariano de Kentucky, nome desconhecido, .                                                                  |   |

Uma versão radicalmente diferente da bandeira foi descrita por uma fonte mexicana:
| “ | "É uma bandeira branca com os escudos da Irlanda e do México e o nome de seu capitão, John O'Reilly bordado em verde." Diccionario Porrúa de historia, biografía y geografía de México | ” |
|   | — (3:3146). |   |

Em 1997 uma reprodução de bandeira militar foi criada por Clifden e Connemara Heritage Group. Outra surgiu para o filme da MGM chamado One Man's Hero, que conta uma versão romanceada da história dos São Patrícios. Uma terceira versão com a descrição da de San Luis Potosí foi bordada pela Sociedade Irlandesa de Chicago.
Algumas teorias sugerem que o Batalhão de São Patrício tivesse usado diferentes bandeiras (como uma para a unidade de artilharia, outra para a companhia de infantaria e mais uma depois da reorganização da unidade).

## Serviço como unidade de combate

### Formação e primeiros combates
Como parte do Exército Mexicano que lutou nas batalhas de Palo Alto e Resaca de la Palma estava a Legión de Extranjeros (Legião Estrangeira); homens que depois iriam para o Batalhão de São Patrício. Riley e "uma companhia de 48 irlandeses" manejaram artilharia mexicana no Cerco de Forte Texas e em mais duas batalhas.
O Batalhão de São Patrício reconhecido como uma unidade mexicana lutou pela primeira vez na Batalha de Monterrei em 21 de setembro de 1846, como uma bateria de artilharia. Eram chamados pelos populares de Los Colorados devido aos cabelos avermelhados e pele com queimaduras do sol. Eram comandados por Jon Riley,[b] veterano suboficial artilheiro irlandes do Exército Britânico, provavelmente chegado ao Canadá em 1843 como membro do Exército Britânico (a afirmação de que era sargento do 66º Regimento Desmontado de Berkshire, não seria verdadeira) em trânsito para se reunir ao Exército dos Estados Unidos em Michigan em setembro de 1845. Ele desertou em Matamoros em abril de 1846. Ao se alistar às forças mexicanas ele inicialmente ganhou o posto de tenente do general Pedro de Ampudia.
Na Batalha de Monterrei a artilharia dos São Patrícios causou muitas baixas entre os soldados estadunidenses, e à mesma se creditam a derrota em dois dos três assaltos separados ao coração da cidade. Dentre seus alvos estavam as companhias lideradas por Braxton Bragg. A tenacidade do Batalhão, contudo, não influenciou a decisão do comandante mexicano que capitulou e abandou suas posições.

Após os combates em Monterrei, os São Patrícios aumentaram em número, com algumas estimativas falando em 700 homens alistados. As forças se reorganizaram em San Luis Potosí e receberam a bandeira verde bordada.

### Buena Vista
O batalhão marchou para o norte após a reunião de uma grande Força comandada por Antonio López de Santa Anna vinda da Cidade do México, formando o "exército de libertação do Norte". Na Batalha de Buena Vista (chamada de Batalha de Angostura no México) em Coahuila no dia 23 de fevereiro, os São Patrícios voltaram a se confrontar com as forças estadunidenses. Eles contavam com três pesados canhões dentre os maiores pertencentes ao Exército Mexicano, que foram posicionados numa elevação que cobria o campo de batalha. Eles mais tarde foram descritos "como uma forte bateria mexicana...móvel....de esforço extraordinário...que dominou toda a entrada do platô".

Eles começaram a batalha como apoio da infantaria mexicana e bombardearam as linhas dos inimigos permitindo o avanço das tropas, depois destruiram uma bateria dentro do campo de batalha (a Bateria D da 4ª Artilharia de Washington). Um pequeno número de São Patrícios foi despachado com uma Divisão comandada por Manuel Lombardini com o objetivo de capturarem os canhões da 4ª Artilharia uma vez que haviam sido abandonados pelos soldados. Foram conseguidos dois canhões que mais tarde foram usados na Batalha de Contreras.
Zachary Taylor, referindo-se ao Batalhão de São Patricio, ordenou a um Esquadrão do Primeiro Regimento de Cavalaria que "tomassem aquela maldita bateria". A tentativa falhou e as forças estdunidenses recuaram. No início da tarde os São Patrícios cobriram a retirada dos mexicanos. Ao longo do dia, várias baterias inimigas trocaram fogo contra a dos São Patrícios, sem conseguir destrui-la. Muitos irlandeses foram condecorados com a Cruz de Guerra Mexicana pelas ações durante a batalha, além de muitas promoções.

### Reorganização e combates finais
Apesar da excelente performance, o Batalhão de São Patrício teve que compor um grande batalhão de infantaria em meados de 1847, por ordem pessoal de Santa Ana. Rebatizado de Legião Estrangeira dos Patrícios e composto de muitos voluntários vindos de países europeus, ficou sob o comando do coronel Francisco R. Moreno, com Riley ficando com a Primeira Companhia e Santiago O'Leary com a Segunda.
Como uma unidade de infantaria, os São Patrícios continuaram a servir com distinção. Sabendo que seriam condenados à morte se fossem capturados, os Patrícios ameaçaram as tropas mexicanas com "fogo amigo" na Batalha de Cerro Gordo caso recuassem, o que não impediu que houvesse a fuga.
A Batalha de Churubusco (20 de agosto de 1847) tomou lugar dois dias depois da derrota em Cerro Gordo. O general Santa Anna ordenou verbalmente "manter as posições a todo custo". As companhias de São Patrício inicialmente lutaram fora das muralhas do convento, perto de uma ponte. Uma bateria com três dos cinco canhões pesados foi usada para deter o avanço dos estadunidenses com o apoio dos Los Independencia Batallón e Los Bravos Batallón. Ao contrário dos veteranos experimentados dos São Patrícios, os apoios dos mexicanos eram milícias não testadas em batalha.
Com o fim da munição, os soldados mexicanos que estavam entre a ponte o convento, ficaram em situação difícil. Santa Anna levara metade das forças para um local diferente do campo de batalha. Quando a carroça da munição chegou, uma rajada de metralhadora dos estadunidenses explodiu-a e vários soldados ficaram queimados, inclusive o capitão O'Leary e o general Anaya. Um recuo para dentro das muralhas do convento foi ordenado quando a pressão inimiga se mostrou insustentável.
Os São Patrícios usaram essa batalha como uma chance de se vingarem de seu antigo alistamento, matando muitos oficiais estadunidenses segundo se observou. Mesmo sem esperanças e desorganizados, os defensores repeliram ataques dos estadunidenses, impondo-lhes pesadas baixas enquanto durou a munição e mesmo com um oficial mexicano erguendo a bandeira branca. O oficial Patrick Dalton dos São Patrícios rasgou a bandeira e mandou o general Pedro Anaya ordenar a seus homens que continuassem a lutar, com as mãos nuas se necessário. O soldado raso Ballentine relatou que mexicanos que tentaram erguer a bandeira branca por mais duas vezes, foram baleados e mortos pelos São Patrícios. Após uma luta brutal de baionetas e sabres dentro dos salões e quartos dos conventos, o capitão James M. Smith sugeriu a rendição com a sinalização por lenços brancos.
O general Anaya escreveu em seu relatório que 35 São Patrícios foram mortos, 85 capturados (incluindo os feridos Jon Riley, capitão O'Leary e o próprio Anaya). 85 fugiram com as forças mexicanas. Os sobreviventes foram para a Batalha da Cidade do México duas semanas mais tarde e ficaram aquartelados em Querétaro. Novas unidades reuniram os sobreviventes da Batalha de Churubusco e desertores recentes do Exército dos Estados Unidos. Na continuidade da guerra, o batalhão não voltou mais aos números de antes; o serviço terminou oficialmente em 1848. Alguns membros foram envolvidos num fracassado golpe militar; historiadores afirmam que os grupos debandaram devido aos cortes no orçamento mexicano.

## Consequências

### Julgamentos
Os São Patrícios capturados pelo Exército dos Estados Unidos foram julgados por traição em tempo de guerra. Setenta e dois homens foram sentenciados imediatamente por deserção.
Duas cortes marciais separadas foram constituídas, uma em Tacubaya em 23 de agosto, e outra em San Ángel, em 26 de agosto.
A maioria dos São Patrícios condenados foi sentenciada à morte por enforcamento: 30 em Tacubaya e 18 em San Ángel. A razão fora que entraram em serviço nas Forças Mexicanas após a Declaração de Guerra.
O enforcamento era reservado apenas aos espiões (pegos sem uniforme) e por "atrocidades contra civis", o que não era o caso do Batalhão de São Patrício, que, devido a isso, deveriam na verdade ser executados por "pelotões de fuzilamento". Embora mais de 9 000 soldados estadunidenses tivessem desertados durante a Guerra México-Estados Unidos, apenas os membros do Batalhão de São Patrício foram enforcados.

Todos os soldados que deixaram o serviço antes da Declaração de Guerra (Riley entre eles) foram sentenciados a : 
| “ | "'...receberem 50 chibatadas nas costas, e serem marcados com a letra 'D' de desertor (em inglês, deserter), e usarem grilhões de ferros no pescoço enquanto perdurasse a guerra." | ” |

### Execuções
O enforcamento em massa ocorreu em 10 de setembro de 1847, em San Ángel (com 16 executados) e na vila de Mixcoac (com 4 executados), e 13 de setembro em Chapultepec. Por ordem do general Winfield Scott, 30 São Patrícios foram executados em Chapultepec, com vistas para a luta entre os dois exércitos que se desenrolava logo adiante, abrindo-se o cadafalso no preciso momento em que a bandeira dos Estados Unidos ocupasse o mastro no topo da cidadela no lugar da bandeira mexicana. Essa ordem foi cumprida pelo coronel William Harney.

Enforcamento em massa dos São Patrícios, retratado por Samuel Chamberlain, por volta de 1867

Harney foi promovido a general brigadeiro, posto em que permaneceu enquanto durou a ocupação estadunidense na Cidade do México. O governo mexicano descreveu os enforcamentos como “uma morte cruel com horríveis tormentos, impróprios de uma era civilizada, e [ironia] cometidos por um povo que aspira o título de ilustrado e humanista”, e por um cronista da guerra como "um refinamento de demoníaca crueldade".
O México reverenciou os executados como heróis da Pátria. O Batalhão de São Patrício é lembrado em duas datas diferentes: 12 de setembro, convencionado como a data de aniversário de todas as execuções, e 17 de março Dia de São Patrício.
Nos Estados Unidos, o Exército negou a existência do Batalhão de São Patrício, como forma de desencorajar novas deserções. Em 1915 um inquérito foi instaurado pelos congressistas William Henry Coleman e Frank L. Greene e, como resultado, foi admitida a ocultação dos registros. O Congresso ordenou ao Exército que os registros do Batalhão fossem enviados ao Arquivo Nacional.

"Ao preferirem lutar ao lado dos católicos mexicanos contra os protestantes estadunidenses, os São Patrícios foram o único grupo de desertores na história americana que entraram em serviço nas Forças Bélicas de um país inimigo."

Em 1997, o presidente Ernesto Zedillo comemorou o 150º aniversário da execução dos São Patrícios em uma cerimônia na Cidade do México. Irlanda e México circularam em conjunto um selo postal comemorativo para marcarem o aniversário.

### Canções
- "St Patrick's Battalion" — de David Rovics
- "San Patricio Brigade" — de Black 47
- "The San Patricios" — de The Fenians
- "San Patricios" — de Street Dogs (State of Grace)
- "San Patricios" — de Ollin
- "Pa Los Del San Patricio" — de Charlie O'Brien
- "The Men That God Made Mad" — de Niamh Parsons com Graham Dunne
- "San Patricios" — de The Plankrunners
- "St Patrick's Battalion" — de The Wakes
- "San Patricio" - de The Chieftains
- "John Riley" - de Tim O'Brien

### Filmes e ficção
- 1962 — Saint Patrick's Battalion de Carl Krueger
- 1996 — The San Patricios, direção de Mark R. Day
- 1997 — In the Rogue Blood de James Carlos Blake
- 1999 — One Man's Hero (1999), filme dirigido por Lance Hool, escrito por Milton S. Gelman
- 1999 — St. Patrick's Battalion, dirigido por Jason Hool
- 1999 — The Rogue's March: John Riley and the St. Patrick's Battalion 1846-1848 de Peter F. Stevens
- 2001 — Gone for Soldiers, novela de Jeff Shaara
- 2006 — Saint Patrick's Battalion, novela de James Alexander Thom